# Пограбування банку у Тифлісі (1907)
Пограбування банку в Тифлісі у 1907 році, також знане як Експропріація на Єреванській площі — це збройне пограбування, що було скоєно 26 червня 1907 року[a] в місті Тифлісі Тифліської губернії Кавказького намісництва Російської імперії (нині Грузія — столиця Грузії, Тбілісі).
Банківський вантаж був вкрадений більшовиками, щоб фінансувати свою революційну діяльність. Грабіжники напали на інкасаторський диліжанс та поліцейських і військових, використовуючи бомби й кулемети, поки диліжанс перевозив гроші через Єреванську площу (нині Площа Свободи) між поштою і Тіфліським відділенням Державного банку Російської Імперії.
У результаті теракту загинуло сорок і поранено п'ятдесят людей (за офіційними архівними документами). Грабіжники втекли із 341 000 рублів (еквівалент близько 3.86 млн у 2017 році).
Грабіж був організований деякими відомими більшовиками. У їх числі — Володимир Ленін, Йосип Сталін, Максим Литвинов, Леонід Красін та Олександр Богданов. Грабіж здійснили члени партії революціонерів на чолі зі Сталіним, який спочатку був соратником Тер-Петросяна (Камо). Така злочинна діяльність була заборонена на 5-му з'їзді Російської Соціал-демократичної робітничої партії (РСДРП), бо грабежі та вбивства викликали обурення в партії проти більшовиків (фракція РСДРП). В результаті Ленін і Сталін намагалися дистанціюватися від розбою. Події навколо інциденту і подібних пограбувань внесли розкол у ряди більшовицького керівництва. Проти Леніна виступили Богданов та Красін.
Попри успіх пограбування і велику суму, більшовики не могли використовувати більшість великих купюр, отриманих від грабежу, тому що їхні серійні номери були відомі поліції. Ленін задумав у різних фізичних осіб обміняти великі банкноти відразу в різних місцях по всій Європі в січні 1908 року. Але ця стратегія провалилася, внаслідок чого відбулось ряд арештів, світовий розголос і негативна реакція серед європейських соціал-демократів.
Камо був спійманий у Німеччині незабаром після пограбування, але успішно уникнув кримінальної відповідальності, симулюючи божевілля більше трьох років. Йому вдалося вирватися згодом із психіатричного відділення, але він був схоплений через два роки при плануванні чергового грабежу. Камо був тоді засуджений до смертної кари за його злочини, у тому числі пограбування 1907 року. Але його вирок був замінений на довічне ув'язнення. Камо був звільнений лише після революції 1917 року.
Жоден з інших відомих учасників чи організаторів пограбування не були надалі притягнуті до кримінальної відповідальності. Після смерті, на могилі Камо був зведений пам'ятник, недалеко від Єреванській площі в Пушкінському саду. Цей пам'ятник був демонтований пізніше, і рештки Камо було переміщені в інше місце.

## Фон

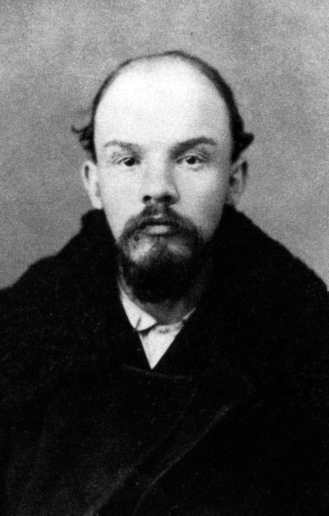
Поліцейська фотографія В. І. Леніна у грудні 1895 р.

РСДРП, попередник Комуністичної партії Радянського Союзу, була сформована в 1898 році. Метою діяльності РСДРП була зміна економічної та політичної системи в Російській Імперії шляхом пролетарської революції згідно з марксистською доктриною. Поряд з їхньою політичною діяльністю РСДРП та інших революційних груп (таких, як анархісти і есери) практикувалися різні операції бойовиків, у тому числі й «експропріації», евфемізм для збройних пограбувань державних чи приватних фондів для підтримки їх революційної діяльності.
З 1903 р. РСДРП були поділені між двома основними групами: більшовики і меншовики. Після придушення революції 1905 року в Російській Імперії, РСДРП провела свій 5-й з'їзд у травні–червні 1907 р. у Лондоні з надією на врегулювання розбіжностей між більшовиками та меньшовиками. Однак питання, що розділило партію на дві групи в розбіжностях своїх поглядів на бойову діяльність, і зокрема, «експропріацій» не було вирішено. Найбільш войовничі більшовики — делегати 5-го з'їзду підтримали пропозицію Володимира Леніна продовжувати проведення грабежів. Меньшовики виступали за більш мирний і поступовий перехід до революції, і проти войовничої еспропріації. На 5-му з'їзді була прийнята резолюція із засудженням участі чи допомоги бойовим операціям, в тому числі і «експропріацій» як «дезорганізації та деморалізації», із закликом припинати протистояння. Ця резолюція була прийнята 65 відсотками голосів «за» при 6 відсотках — проти (решта утримались або не голосували) усіма меншовиками і навіть більшовиками в підтримку резолюції.
Попри єдність партії щодо заборони дії окремих комітетів, в ході V з'їзду більшовики обрали свій керівний орган, так званий більшовицький Центр, тримаючи це в секреті від іншої частини РСДРП. До більшовицького центру на чолі з «Фінансовою групою» входили Володимир Ленін, Леонід Красін і Олександр Богданов. Серед інших партійних заходів, більшовицьке керівництво також запланувало ряд «експропріацій» в різних куточках Росії під час V з'їзду і чекало на велике пограбування в Тифлісі, яке сталося через кілька тижнів після цього зібрання.

## Підготовка
До 5-го Конгресу, високопоставлені більшовики провели зустріч у Берліні у квітні 1907 року, обговорюючи особливості пограбування, щоб отримати кошти на закупівлю зброї. Учасниками були Ленін, Красін, Богданов, Йосип Сталін і Максим Литвинов. Група постановила, що Сталіну, тоді відомому за його кличкою Коба[b], і вірменину Симону Тер-Петросяну, відомому як Камо, слід організувати пограбування банку в місті Тифлісі.
29-річний Сталін тоді жив у Тифлісі з дружиною Катериною і новонародженим сином Яковом. Сталін був досвідченим в організації пограбувань, і ці подвиги допомогли йому завоювати репутацію більшовтицького центру, як головного фінансиста партії.
Камо на чотири роки молодший Сталіна, мав репутацію безжалісної людини. Трохи пізніше він убив людину, вирвавши серце із грудей.
Під час змови, Камо керував злочинною організацією під назвою «вбрання». Сталін говорив, що Камо був «майстром маскування». І Ленін називав Камо його «кавказьким бандитом». Сталін і Камо разом росли, і Сталін залучив Камо до реалізації марксистських ідей.
Після квітневої наради, Сталін і Литвинов вирушили до Тифліса, щоб повідомити Камо про плані і організацію теракту. За словами Романа Бракмана, це Секретна папка Йосипа Сталіна: прихована життя, в той час як Сталін працював з більшовиками для організації злочинної діяльності, він також виступав інформатором для Охоронки Російської таємної поліції. Бракман стверджує, що після того, як група повернулася в Тифліс, Сталін повідомив, директора охоронки Мухтарова про плани пограбування банку і обіцяв надати Охоронці додаткову інформацію трохи пізніше.
У Тифлісі, Сталін почав планувати пограбування. Він встановив контакт з двома окремими особами усередині банку, щоб отримати інформацію про стан банківських операцій: банківський клерк по імені Гіго Касрадзе і старий шкільний товариш Сталіна Вознесенський, який працював у Тифліському банківському поштовому відділенні. Вознесенський пізніше заявив, що він брав участь у крадіжці через захоплення Сталінської романтичної поезії. Вознесенський давав Сталіну доступ до секретних графіків перевезення грошей на диліжансі до Тіфліського відділення державного Банку. Вознесенський також повідомив Сталіна, що банк буде одержувати велику партію грошей на кінному екіпажі 26 червня 1907 року.
Красін допоміг виготовити бомби, щоб використовувати їх при нападі на диліжанс. Камо зроблені бомби ховав у середині дивана. Хоча за декілька тижнів до пограбування у Камо випадково здетонувало одна з Красінських бомб при спробі встановити запобіжник. Вибухом було сильно пошкоджені очі. У Камо назавжди залишився шрам. Камо був прикутий до ліжка на місяць через сильний біль, і ще не повністю відновився до моменту пограбування.

## День пограбування
У день пограбування, 26 червня 1907 року, 20 організаторів, в тому числі і Сталін, зустрілися біля Єреванської площі (всього у 2 хвилинах ходьби від семінарії, банку та віце-королівського палацу) доопрацювати свої плани. Після зустрічі, вони вирушили на свої місця у підготовці до теракту. Російській владі стало відомо, що революціонерами плануються в Тифлісі певні великі акції. Тому було збільшено кількість поліцейських на головній площі та на кожному розі центру міста. Члени банди, спостерігаючи зверху, помітили збільшення на площі кількості патрулюючих жандармів і поліції.
Члени банди, одягнені переважно як селяни, чекали на вулиці з револьверами і гранатами. На відміну від інших, Камо був одягнений як кавалерійський капітан і виїхав на площу в кінному фаетоні з відкритим екіпажем.
Змовники захопили таверну Tilipuchuri, вікна якої виходили на площу, готуючись до пограбування. Свідок Давид Сагірашвілі, пізніше заявив, що він ходив по Єреванській площі з подругою на ім'я Bachua Kupriashvili. При вході у таверну один з розбійників запросив його в середину і попросив його зупинитися. Опинившись всередині таверни, Сагірашвілі зрозумів, що озброєні люди зупиняли людей від від'їзду. Коли вони отримали сигнал, що банківський диліжанс наближається до площі, озброєні люди швидко залишили будівлю з пістолетами.
Тіфліське відділення державного банку Російської Імперії здійснювало перевезення грошових коштів між поштовим відділенням і Державним банком на кінному диліжансі. Всередині диліжанса знаходились гроші, двоє охоронців з гвинтівками, касир банку і банківський бухгалтер. Фаетон, у якому знаходились озброєні солдати їхав позаду диліжанса. Також кінні козаки їхали попереду, поруч і позаду карети.

### Атака

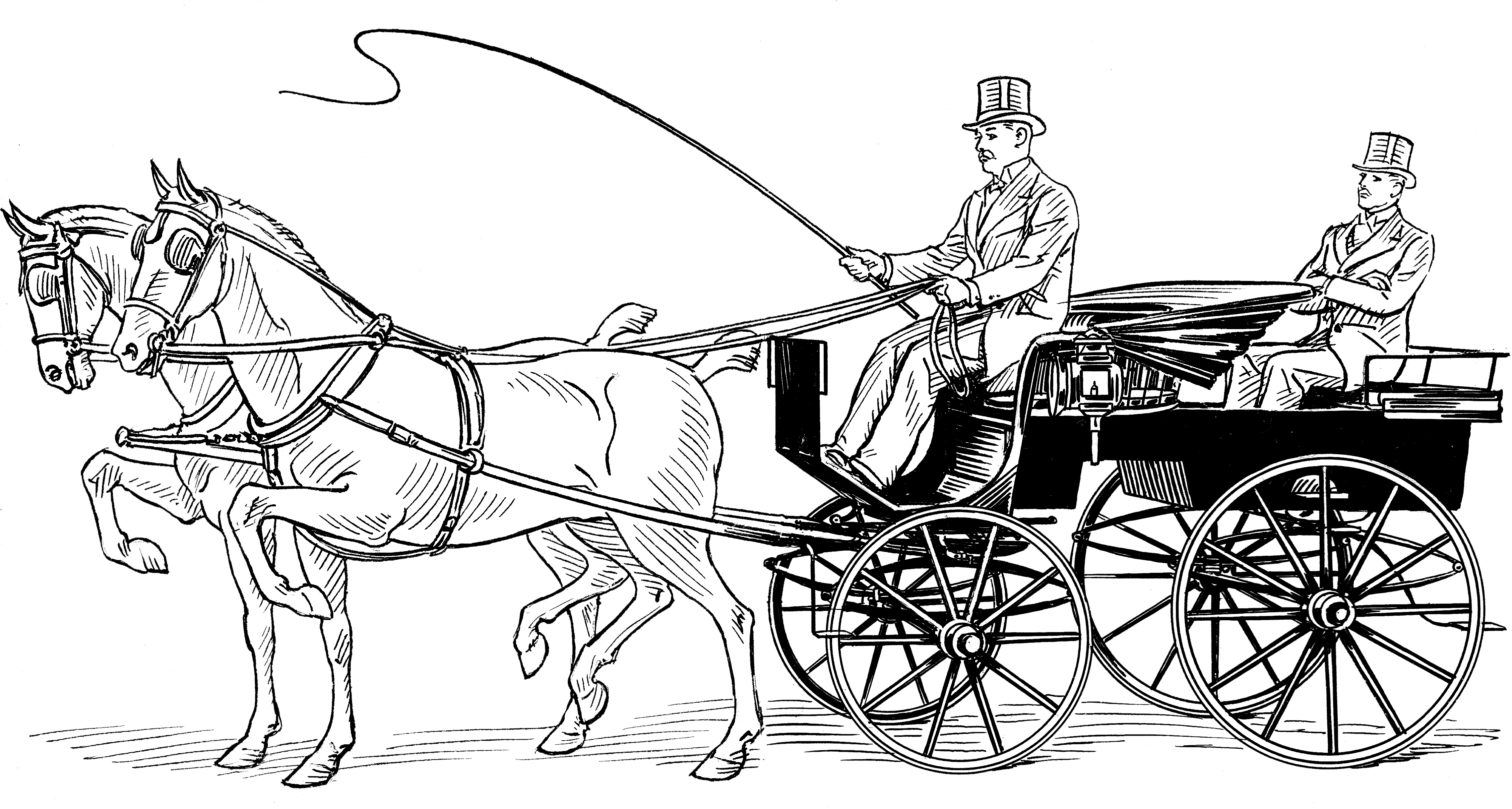
Типовий Фаетон, використовуваний у пограбуванні

Диліжанс проїхав через переповнену площу близько 10:30 ранку. Купріашвілі дав сигнал, і розбійники кинули гранати. Загинуло багато коней і охоронців. У відповідь, почали стріляти охоронці, які охороняли диліжанс і знаходились на площі. Бомби були кинуті зі всіх сторін. Грузинська газета Ісарі повідомляла: «ніхто не міг уявити яким страшним був гуркіт від вибухів бомб … Звук викликав паніку скрізь … майже через усе місто, люди почали тікати. Карети та вози скакали геть». Вибухи були настільки сильними, що завалилось декілька димових труб. Також було розбите кожне віконне скло на милю навколо. Катерина Сванідзе, дружина Сталіна, стояла на балконі свого будинку, недалеко від площі з сім'єю і дитиною. Коли вони почули вибухи, вони кинулися назад в будинок із жахом.
Один з поранених коней, запряжених у банківський диліжанс банк тягнув його далі. Його переслідували Купріашвілі, Камо, і ще один розбійник, Датико Чибріашвілі. Купріашвілі кинув гранату, яка відірвала ноги у коня. Але Купріашвілі від вибуху був оглушений і впав на землю. Він прийшов до тями і вискочив на площу, якраз перед поліцейським і військовим, що прибули з підкріпленням. Купріашвілі вихопив з диліжанса мішки з грошима в той час як Камо відстрілюваввся з пістолета. Разом вони закинули гроші у фаетон Камо. Вони дуже поспішали, тому необачно залишили двадцять тисяч рублів. Деякі з них були вкрадені одним з водіїв диліжанса, який згодом був заарештований за крадіжку.

### Теракт і його наслідки

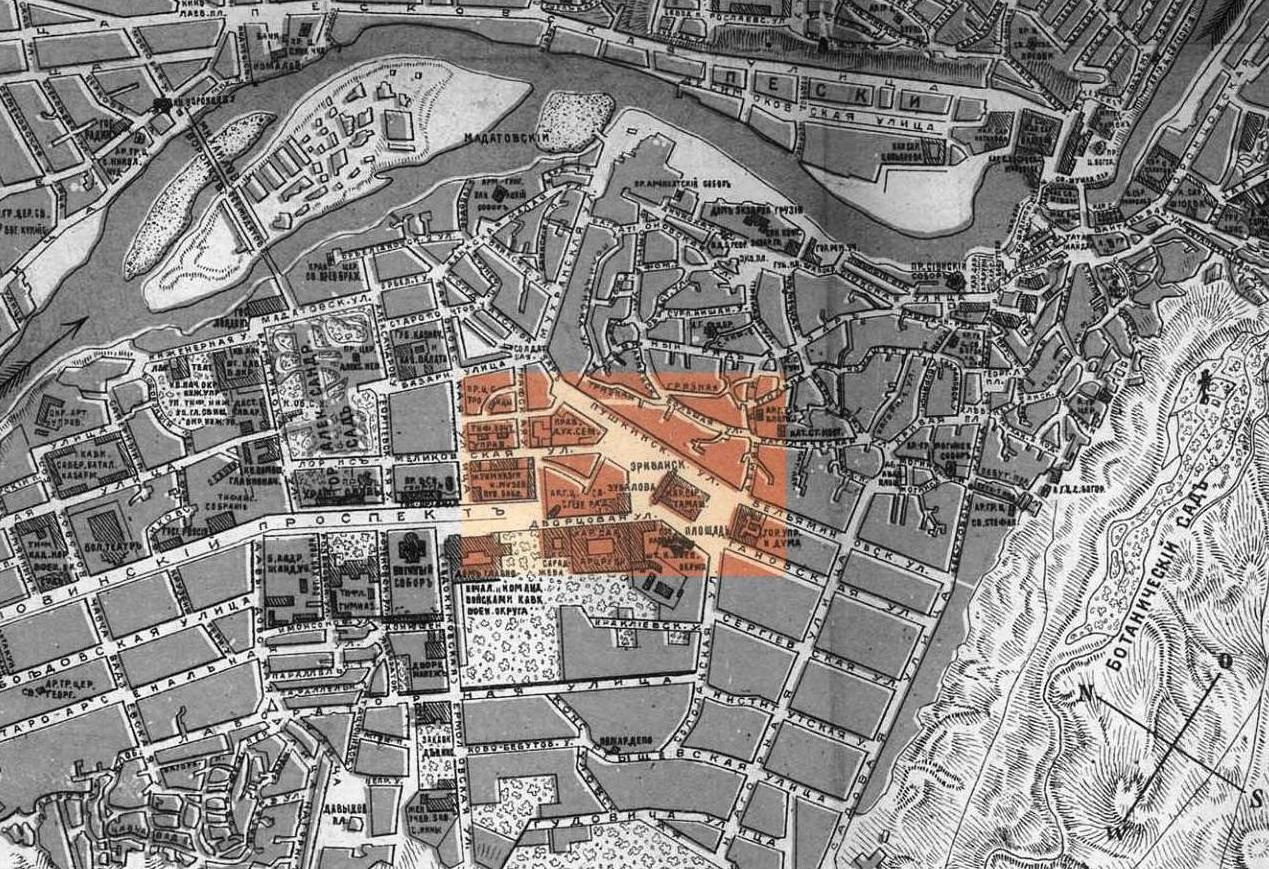
Фрагмент карти 1913 року міста Тифліс, де кольором виділена Єреванська площа та прилеглі вулиці.

Отримавши гроші, Камо швидко поскакав з площі. Зустрічаючи поліцейський екіпаж, він прикинувся капітаном кавалерії, і з криками «Гроші у безпеці. Біжіть на майдан.» правоохоронець у вагоні скорився, зрозумівши тільки потім, що він був обманутий утікаючим грабіжником. Камо потім поїхав до бандитської штаб-квартири, де він переодягнувся. Всі грабіжники швидко розсіялися, і жодного з них не спіймали.
Один з грабіжників, Елісо Ломінадзе, вкрав вчительську уніформу, щоб замаскувати себе і повернувся до площі, спостерігати на цю бійню. 50 жертв лежали пораненими на площі разом з мертвими людьми і кіньми. Влада заявила, що тільки три людини померли, але документи архівів охоронки свідчили, що справжнє число було близько сорока.
Державний банк був не впевнений, скільки насправді втратив від грабежу, але найкращі оцінки складали приблизно 341,000 рублів, загальною вартістю близько 3,4 мільйона доларів станом на 2008 рік. Близько 91 000 рублів були розкидані по невеликих рахунки. Однак 500-карбованцеві купюри було важко обміняти, тому що їх серійні номери були відомі поліції.

### Роль Сталіна

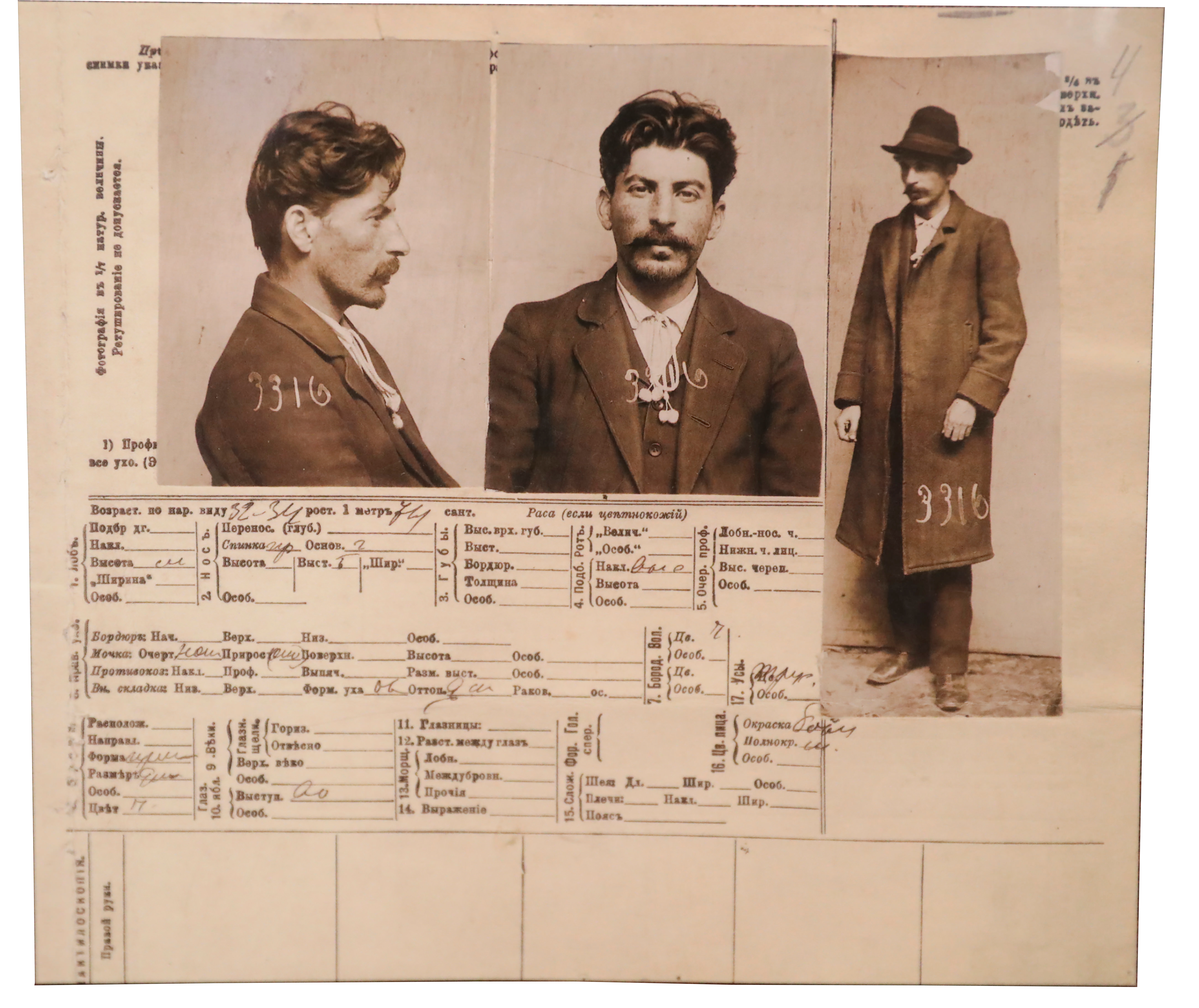
Інформаційна карта на «Й. В. Сталіна», з архівів царської охоронки в Санкт-Петербурзі, 1911 р.

Точність дій Сталіна в день пограбування невідомі і спірні. Одне джерело, П. А. Павленко, стверджував, що Сталін напав на карету сам і був поранений у результаті вибуху бомби осколком. Камо пізніше заявив, що Сталін брав активну участь в пограбуванні і дивився здалеку. 
Інше джерело заявило в поліції, що Сталін «спостерігав безжальні кровопролиття, курячи цигарку, у дворі будинку.» Ще одне джерело стверджує, що Сталін був насправді на залізничному вокзалі під час пограбування, а не на площі. Сестра Сталіна повідомила, що він повернувся додому в ніч пограбування і сказав своїй сім'ї про свої успіхи.
Роль Сталіна згодом була описана революціонерами Борисом Ніколаєвський і Львом Троцьким. Останній, як конкурент Сталіна, пізніше був убитий за наказом Сталіна. У своїй книзі Сталін — Оцінка людини та його вплив, Троцький проаналізував численні публікації, що описують Тифліську експропріацію та інші більшовицькі теракти того часу, і прийшов до висновку, «Всіма терактами Сталін керував здалеку». У цілому, за словами Ніколаєвського, «роль Сталіна в діяльності групи Камо було згодом перебільшено». Кун пізніше виявлений офіційних архівних документів, проте чітко показує, що «з кінця 1904 або на початку 1905 р. Сталін взяв участь у складанні планів щодо експропріації», додаючи, що «він тепер впевнений, що [Сталін] управляється з крилами початкові плани групи», яка проводиться Тіфліського пограбування.

## Безпека, реагування та розслідування

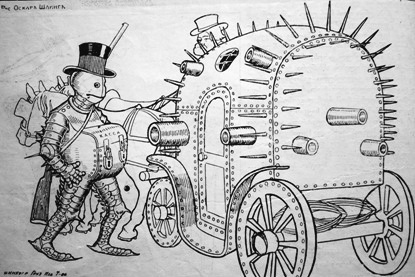
«Необхідне обладнання для переказу грошей», карикатура Оскара Шмерлинга у грузинській пресі, 1906 рік

Про пограбування розповідали заголовки газет в усьому світі: «Дощ бомб: революціонери напали серед великої юрби людей» в лондонській «Дейлі Міррор», «Тифліс бомба обурення» в «Таймс» Лондон, «Катастрофа!» Ле Великі в Парижі, і «Бомба вкрала $170 000» у Нью-Йорк Таймс.
Влада мобілізувала армію, закрила дороги і площу, в надії уберегти гроші і захопити злочинців. Спеціальний детективний блок був доставлений, щоб вести поліцейське розслідування. Однак, показання свідка було заплутаним і суперечливим, і влада не довідалась, яка група відповідає за пограбування. Звинувачували всіх — польських соціалістів, вірмен, анархістів, соціалістів-революціонерів, і навіть Російську державу.
На думку Бракмана, через кілька днів після пограбування агент охоронного відділення Мухтарова допитав Сталіна на секретній квартирі. Агенти чули чутки про те, що Сталін міг побачити, спостерігаючи пасивно під час пограбування. Мухтаров запитав Сталіна, чому він не повідомив їм про це, а Сталін заявив, що він надав відповідну інформацію в органи влади, щоб запобігти крадіжці. Допит переріс у гарячу суперечку. Мухтаров ударив Сталіна в обличчя і довелося стримувати інших офіцерів охоронки. Після цього інциденту, Мухтаров був відсторонений від охранки, а Сталіну наказали залишити Тифліс і поїхати в Баку, щоб дочекатися рішення по даній справі. Сталін поїхав з Баку з 20 000 рублями вкрадених грошей, у липні 1907 року. У той час Бракман стверджує, що знайшов докази цієї події, що Сталін співпрацював з Охранкою під час його ранньої життя. Але цей факт був предметом суперечок серед істориків протягом багатьох десятиліть і досі не вирішений.

## Переміщення грошей і арешт Камо
Кошти від пограбування спочатку зберігалися в будинку друзів Сталіна у Тифлісі, Миха і Маро Бочорідзе. Гроші були зашиті в матрац так, що його можна було переміщати і зберігати легко, не викликаючи підозр. Матрац був перенесений в інше безпечне місце, потім його поклали на дивані у Тифліській метеорологічній обсерваторії, можливо, тому, що Сталін працював там. Деякі джерела стверджують, що Сталін сам допоміг покласти гроші в обсерваторії. Директор заявив, що він ніколи не знав, що викрадені гроші зберігалися під його дахом.
Велика частина вкрадених грошей врешті-решт опинилася у Камо, який взяв гроші Леніну у Фінляндію, яка була тоді частиною Російської Імперії. Камо провів решту літніх місяців на дачі у Леніна. Лише восени Камо вирушив до Парижа та до Бельгії для придбання зброї і боєприпасів, Крім того, в Болгарії, він купив 200 детонаторів. Потім він вирушив до Берліна і передав листа від Леніна відомому більшовицькому лікарю Якову Житомирському, просячи його полікувати у Камо очі, який ще не повністю одужав від вибуху бомби. Ленін не знав, що Житомирський таємно працював агентом російського уряду і швидко повідомив охоронне відділення. Російська поліція попросила берлінських колег заарештувати Камо. Під час арешту вони знайшли у нього підроблений австрійський паспорт і валізу з детонаторами, які він збирався використовувати в іншому крупному пограбуванні банку.

## Намагання поміняти банкноти

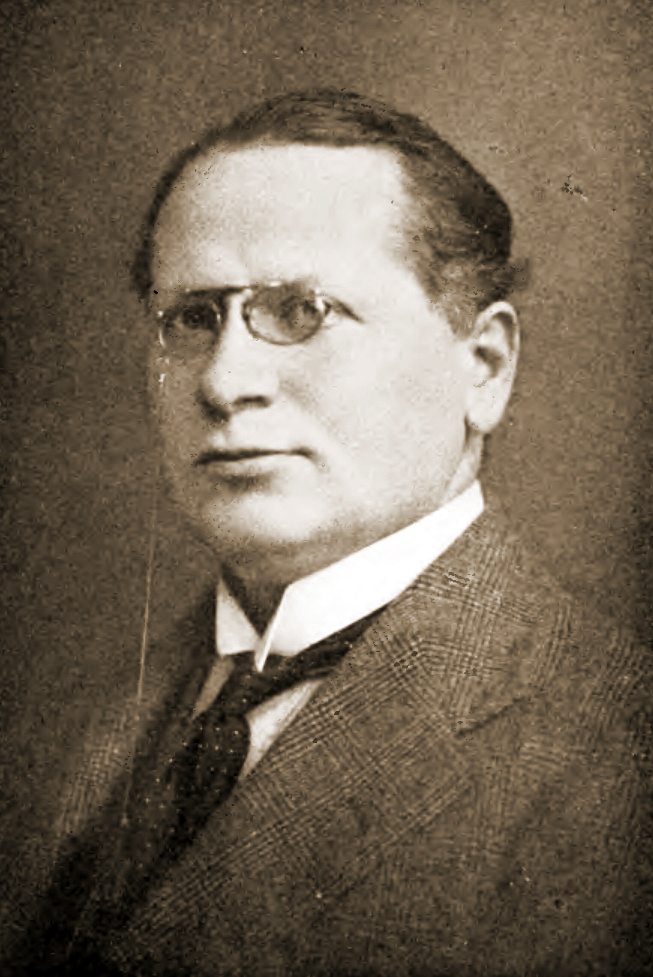
Максим Литвинов в 1920 році

Довідавшись про арешт Камо, Ленін боявся, що він міг бути арештований, тому втік з Фінляндії зі своєю дружиною.  Щоб уникнути стеження, Ленін йшов три милі (4.8 км) через замерзле озеро вночі, щоб зловити пароплав на сусідньому острові. Під час подорожі по льоду, Ленін з двома супутниками ледь не потонув, коли лід почав тріскатися під ними. Ленін пізніше визнав, що це було б «дурним способом померти». Ленін і його дружина втекли і попрямували до Швейцарії.
Всі помічені купюри, які вкрали, було важко обміняти. Адже серійні номери на 500-карбованцевих купюр були відомі владі, що унеможливлювало їх обмін в російських банках. До кінця 1907 року, Ленін вирішив обміняти решту 500-карбованцевих купюр за кордоном. Красін спробував змінити деякі серійні номери. Дві сотні цих купюр були вивезені за кордон Мартином Лядовим (вони були зшиті в його жилет дружинами Леніна і Богданова) у штаб-квартиру Леніна в Куоккала. Ленін планував у різних осіб обміняти вкрадені 500-карбованцеві купюри одночасно в ряді банків по всій Європі. Житомирський почув про цей план і повідомив про це Охоронку, яка, в свою чергу, зв'язалася з відділеннями поліції по всій Європі з проханням заарештувати всіх, хто намагатиметься обміняти грошові купюри.
У січні 1908 року, декілька осіб були арештовані при спробі обміну 500-карбованцевих купюр. Нью-Йорк Таймс повідомила, що одна жінка, які намагалися обміняти 500-рублеві купюри пізніше спробувала проковтнути їх. Поліцейські зупинили її, схопивши її за горло. Так вони забрали гроші, а потім заарештували її спільників на вокзалі. Найбільш відомим серед заарештованих був Максим Литвинов, якого спіймали при посадці у потяг з цивільною дружиною Фанні Янпольською на вокзалі Гар-дю-Норд у Парижі. Дванадцять 500-карбованцевих купюр він мав намір вивезти до Лондона. Французький міністр юстиції наказав Литвинов та його дружині виїхати з французької території, через прохання російського уряду про їх екстрадицію. Офіційно уряд Франції заявив, що від Росії запит на екстрадицію був поданий занадто пізно, але за деякими відомостями, вони відмовляли в екстрадиції, тому що французькі соціалісти чинили політичний тиск, щоб домогтися їх звільнення.
Надія Крупська, дружина Леніна, проаналізувала ці події у своїх спогадах:
|  | Гроші, одержані від нападу у Тифліс, були передані більшовикам для революційних цілей. Але гроші не могли бути використані. Вся справа була в 500-рублевих банкнотах, які треба було обміняти. Це не можна було зробити в Росії, оскільки банки завжди мали списки номерів банкнот у таких випадках ... Гроші були дуже потрібні. І так, група товаришів спробувала одночасно обміняти 500-рублеві банкноти в різних містах за кордоном, лише через кілька днів після нашого приїзду... Житомирський попереджав поліцію про спробу змінити рублі, а зацікавлені сторони в ній були арештовані. У Стокгольмі був заарештований член Цюрихської групи, Летт, а член Женевської групи, який нещодавно повернувся з Росії, Ольга Равіч була арештована в Мюнхені з Богдасарієм і Хохідріаном. У Женеві Н. А. Семашко був заарештований після того, як додому доставили листівку на ім'я одного з заарештованих. |

Бракман стверджує, що попри арешти, Ленін продовжував свої спроби обміняти 500-карбованцеві купюри. Йому вдалося обміняти деякі з них на 10 000 рублів від невідомої жінки в Москві. За даними Ніколаєвського, однак, Ленін відмовився від спроби обміну купюр після арештів, але Богданов намагався (невдало), обміняти деякі банкноти в Північній Америці, в той час як «Красін» підробив нові серійні номери і встиг обміняти кілька купюр. Незабаром Ленін і компанія спалили 500-карбованцеві купюри, які залишалися в їх розпорядженні.

## Випробування Камо
Після свого арешту в Берліні і в очікуванні суду Камо, отримав записку від Красіна через свого адвоката Оскара Кона, який радив йому симулювати неосудність, так що він буде визнаний нездатним постати перед судом. Щоб продемонструвати свою неосудність, він відмовлявся від їжі, розірвав на собі одяг, вирвав волосся, намагався повіситися, перерізав собі вени, і їв свої власні екскременти. Щоб переконатися, що він не симулює свій стан, німецькі лікарі встромили шпильки під нігті, вдарили йому в спину, довгою голкою, і палили його розпеченим залізом, але він не порушував закон. Після всіх цих випробувань, головний лікар Берлінського притулку писав у червні 1909 року, що «немає ніяких підстав для впевненості, що [Камо] симулював неосудність. Без сумніву, він психічно хворий, не здатний постати перед судом або відбувати покарання. Вкрай сумнівно, що він зможе повністю відновитися.»
У 1909 році Камо був екстрадований у Російську в'язницю, де він продовжував симулювати неосудність. У квітні 1910 р. він був відданий суду за його роль у пограбуванні Тіфліського,, де він проігнорував провадження по справі і відкрито годували птицю, що він прихований в його сорочці. судовий процес був призупинений, у той час як чиновники визначили його осудності. суд зрештою знайшов, що він був при здоровому глузді, коли він здійснив у Тифлісі пограбування, але в даний час психічно хворий і має бути обмежений, поки він не відновився. У серпні 1911 року, після симулюючи божевілля протягом більше трьох років, Камо втекла з психіатричного відділення в'язниці в Тифлісі шляхом розпилювання через його заґратовані вікна і спускатися по саморобній мотузці.
Пізніше Камо обговорював ці досліди:
|  | Що я можу вам сказати? Вони кинули мене, вдарили мене за ноги і тому подібне. Один з чоловіків змусив мене заглянути в дзеркало. Там я бачив - не відображення самого себе, а скоріше трохи тонкої, мавпової людини, жахливої, дивлячись на зуби. Я подумав собі: "Може, я дійсно зійшов з розуму!" Це був страшний момент, але я відновив свій підшипник і плюнув на дзеркало. Ви знаєте, я думаю, що їм це сподобалося ... І я багато думав: "Чи зможу я вижити, чи я дійсно зійду з розуму?" Це було не добре. Я не вірив у себе, бачу? ... [Влада], зрозуміло, знає свій бізнес, свою науку. Але вони не знають кавказців. Можливо, кожен кавказький божевільний, наскільки це стосується. Ну, хто буде керувати кого з розуму? Нічого не розвивалося. Вони прилипли до своїх гармат, а я до мого. У Тіфлісі вони мене не катували. Мабуть, вони думали, що німці не можуть помилятися. |

Після втечі, Камо зустрічався з Леніним в Парижі, і був засмучений, дізнавшись, що «розрив відбувся» між Леніним, Богдановим та Красіним. Камо розповідав Леніну про своє затримання і як він симулює божевілля, перебуваючи у в'язниці. після того, як покине Париж, Камо зрештою зустрівся з Червоним і запланували чергове збройне пограбування. Камо був схоплений, перш ніж пограбування сталося і був відданий суду в Тифлісі в 1913 році за свої подвиги, в тому числі в Тифлісі пограбування банку. в цей раз, Камо не симулювати неосудність, перебуваючи під вартою, але він удав, що забув усе, що з ним сталося, коли він раніше був «Несамовитий». Суд був короткий, і Камо було винесено чотири смертні вироки.
Здавалося б, приреченому на смерть, Камо пощастило разом з іншими ув'язненими, щоб його вироку до тривалого терміну ув'язнення в рамках святкування дому Романових у 1913 році трьохсотріччя. Камо був звільнений з в'язниці після Лютневої революції 1917 року.

## Наслідки

### Вплив на більшовиків
Крім Камо, нікого з організаторів пограбування не було притягнуто до кримінальної відповідальності, І спочатку було не ясно, хто організував теракт. Але після арешту Камо, Литвинова та інших, більшовицька участь в ньому стала очевидною. Меншовики, відчувши себе обманутими розізлились. Було доведено, що більшовицький Центр функціонував самостійно з Єдиного Центрального Комітету і робить дії явно заборонені з'їздом партії.Лідер меншовиків Георгій Плеханов, висловився за відділення від більшовиків. Його колега, Мартов Юлій, сказав, що більшовицький Центр був щось середнім між таємницею фракційної ЦК і злочинного угруповання. Тіфліський комітет партії виключили Сталіна і кількох членів для грабежу. Партійне розслідування дій Леніна були зірвані більшовиками.
Розбій, вчинений більшовиками, ще менш популярні в Грузії і залишив більшовиків в Тифлісі без ефективного керівництва. Після смерті з природних причин його дружини Катерина Сванідзе в листопаді 1907 року, Сталін рідко повертається в Тифліс. Інші провідні більшовики в Грузії, наприклад, Михайло Цхакая і Філіп Махарадзе, практично не беруть участь в Грузії після 1907 року. Інший видний Тифліський Більшовик Степан Шаумян, переїхав в Баку. Популярність більшовиків в Тифлісі продовжувала падати, і до 1911 року налічувалося всього близько 100 більшовиків, що залишилися в місті.
Пограбування також зробило більшовицький центр більш непопулярним серед європейських груп соціал-демократ. Ленін, бажаючи дистанціюватися від наслідків пограбування, пішов на розколу між ним і Богдановим та Красіним. Сталін також дистанціювався від дій Камо і не опублікував свою роль у пограбуванні.

### Пізніша кар'єра
Після російської революції 1917 року, багато хто з більшовиків, які брали участь у пограбуванні отримали політичну владу в новому СРСР. Ленін пішов далі, щоб стати її першим Главою уряду - аж до своєї смерті в 1924 році, потім до самої смерті Сталіна в 1953 році. Максим Литвинов став Радянським дипломатом, нарком закордонних справ (1930—1939). Леонід Красін спочатку пішов з політики після розколу з Леніним в 1909 році, але приєднався до більшовиків після революції 1917 року і служив Радянським торговим представником у Лондоні і наркомом зовнішньої торгівлі аж до своєї смерті в 1926 році.
Після свого звільнення з в'язниці Камо у радянські часи працював у митниці, за деякими відомостями, тому що він був надто нестабільний, щоб працювати на таємну поліцію. Він помер в 1922 році, коли його збила вантажівка, коли він їхав на велосипеді. Хоча немає жодних доказів злочину, деякі вважали, що Сталін наказав убити його, аби він мовчав.
Богданов був виключений з партії в 1909 році, нібито через філософські розбіжності. Після більшовицької революції він став провідним ідеологом Пролеткульту, організації, покликаної виховати нову пролетарську культуру.

### Пам'ятник
Єреванська площа, де була скоєна крадіжка, була перейменована радянською владою у 1921 році на Площу Леніна. 1956 року тут було споруджено великий пам'ятник Леніну. 
Попри те, що Камо був спочатку похований в Пушкінських садах, недалеко від Єреванської площі і на могилі був встановлений пам'ятник на його честь, створений скульптором Лакобом Ніколадзе, він був знесений під час сталінського правління. При цьому рештки Камо були перенесені в інше місце. 
Пам'ятник Леніну був знесений в серпні 1991 року — один з останніх моментів Радянського Союзу. Його замінили пам'ятником Свободи в 2006 році. Назва площі також була змінена від площі Леніна на площу Свободи в 1991 році.